# 2000 AG133
2000 AG133 är en asteroid i huvudbältet som upptäcktes den 3 januari 2000 av LINEAR i Socorro County, New Mexico.
Asteroiden har en diameter på ungefär 12 kilometer och den tillhör asteroidgruppen Eos.